# Bodil Jönsson
Bodil Agneta Jönsson (Helsingborg, 12 de septiembre de 1942) es una física y escritora sueca. Es profesora emérita y ha trabajado en el departamento de tecnología de rehabilitación en la Universidad de Lund, Certec, desde 1993.

## Biografía
Después de la licenciatura en 1960 en la institución de educación superior en Halmstad, Bodil Jönsson se licenció en filosofía con las principales asignaturas de matemáticas y física en la Universidad de Tecnología de Lund en 1963, se formó en la Escuela de Enseñanza de Malmö en 1968-69 y defendió su doctorado en física en la Universidad de Tecnología de Lund en 1972. Fue una de las iniciadoras del Departamento de Tecnología de Rehabilitación de la Universidad de Lund en 1987. Antes de unirse a Jönsson como profesora en 1999, fue profesora principal para el departamento entre 1993-97 y profesor asistente de 1997 a 1999. Sesempeñó el cargo de secretaria en jefe de la delegación ambiental Västra Skåne en 1989–90 y fue experta en el comité de currículo parlamentario en 1991. En 2002, Bodil Jönsson se convirtió en doctor honoris causa de la Facultad de Educación de la Universidad de Gotemburgo.
Por un público más amplio, Jönsson es más conocida a través del programa de televisión Fråga Lund, donde respondía preguntas sobre física, los libros Tio tankar om tid(1999) y När horisonten flyttar sig – att bli gammal i en ny tid (2011) y como anfitrión para los programas Sommar en Radio P1 de Suecia el 13 de agosto de 1991, 13 de agosto de 1992 y 21 de junio de 1996 y Vinter en la misma cadena de radio el 1 de enero de 2010 y el 31 de diciembre de 2013.

## Libros
- 1999 Tio tankar om tid
- 2000 Den obändiga söklusten (tills.m. Karin Rehman)
- 2001 Tankekraft
- 2002 I tid och otid
- 2003 På tal om fysik
- 2004 Vunnet & försvunnet, Om rytmen i livet
- 2005 Människonära design
- 2005 Hjälper medicinen? (tills.m. Stefan Carlsson och Eva Fernvall)
- 2006 Guld
- 2007 Tio tankar om mat (tills.m. Håkan Jönsson)
- 2008 Vi lär som vi lever
- 2009 Tio år senare – tio tankar om tid
- 2011 När horisonten flyttar sig – att bli gammal i en ny tid
- 2012 Tid för det meningsfulla
- 2014 Silver

## Premios y distinciones
- 1988: Premio educativo de la Universidad de Lund.
- 1990: El profesor de Iwan Bolin de este año.
- 1991: Educador de personas del año (Ciencia y Educación Popular)
- 1992: El Premio Rosen (FRN)
- 1993: Gran premio de discurso de Telia.
- 1996: Mujer profesional del año.
- 1996: Premio Lund de The Environmental Library The Fruit of Knowledge.
- 1997: Medalla HM King del octavo tamaño en la banda de Seraphim Order.
- 1999: el gran premio de KTH
- 1999: Soporte de libros, premio del Centro de Personal y Desarrollo.
- 2000: miembro honorario Boelspexarna
- 2000: La mujer de la economía de este año.
- 2001: ITQ 's Premio
- 2001: Educador popular del año
- 2002: Doctor honoris causa en la Facultad de Ciencias de la Educación de la Universidad de Gotemburgo
- 2003: Premio cultural de la región de Halland.
- 2003: Excelente Práctica Docente, academia educativa LTH .
- 2006: Premio Göran
- 2007: Gran premio de STIMDI
- 2012: Senior 2011 del año.
- 2013: Medalla de oro de la Real Academia de Ingeniería.
- 2016: Premio a la memoria de Tage Danielsson.[1]